# Arthit Sunthornpit
Arthit Sunthornpit (Thai: อาทิตย์ สุนทรพิธ; * 19. April 1986 in Khon Kaen) ist ein thailändischer Fußballspieler.

## Karriere

### Verein
Seine Jugendjahre verbrachte er am Assumption College Sriracha, in dessen Fußballmannschaft er auch spielte. Von 2007 bis 2013 spielte er für den Chonburi FC aus Chonburi. 2007 wurde er mit dem Klub Meister der Thai Premier League und gewann 2007 und 2009 den Kor Royal Cup. In der AFC Champions League 2008 bestritt er fünf von sechs Gruppenspielen. Im ersten Gruppenspiel gegen Gamba Osaka, dem späteren Gewinner des Wettbewerbs, schoss er das 1:0 für Chonburi. Das Spiel endete mit 1:1. 2012 wurde er die Hinserie an Wuachon United ausgeliehen. 2014 verließ er Chonburi und schloss sich dem Ligakonkurrenten Chainat Hornbill FC aus Chainat an. Nach einer Saison wechselte er 2015 zum ebenfalls in der ersten Liga spielenden Chiangrai United. Für den Club aus Chiangrai absolvierte er 46 Spiele in der ersten Liga. PTT Rayong FC nahm ihn 2017 unter Vertrag. Mit dem Club aus Rayong spielte er in der zweiten Liga, der Thai League 2. Am Ende der Saison 2018 wurde er mit dem Club Meister und stieg somit in die erste Liga auf. Nach dem Aufstieg verließ er Rayong und schloss sich 2019 dem Drittligisten Khon Kaen United FC aus Khon Kaen an. Der Verein spielte in der Thai League 3 in der Upper-Region. Ende 2019 wurde er mit dem Club Meister und stieg somit in die zweite Liga auf. Die Saison 2020/21 wurde er mit Khon Kaen Tabellenvierter. In den Aufstiegsspielen setzte man sich gegen de Nakhon Pathom United FC durch und stieg in die erste Liga auf. Nach dem Aufstieg verließ er den Verein und schloss sich dem Zweitligaaufsteiger Lamphun Warrior FC an. Am Ende der Saison feierte er mit dem Verein aus Lamphun die Meisterschaft der zweiten Liga und den Aufstieg in die erste Liga. Für die Warriors bestritt er 34 Ligaspiele. Nach dem Aufstieg wechselte er in dritte Liga, wo er sich dem Phitsanulok FC anschloss. Mit dem Verein aus Phitsanulok spielte er 20-mal in der Northern Region der Liga. Im Sommer 2023 nahm ihn der in der Bangkok Metropolitan Region spielende Samut Sakhon City FC unter Vertrag. Für den Klub aus Samut Sakhon bestritt er zwanzig Ligaspiele. Im Sommer 2024 kehrte er in die zweite Liga zurück, wo ihn der Pattaya United FC unter Vertrag nahm. Nach sieben Ligaspielen wechselte er im Januar 2025 zum Drittligisten Muang Loei United FC. Mit dem Verein aus Loei spielt er in der North/Eastern Region der Liga.

### Nationalmannschaft
Seit 2008 ist Arthit auch Nationalspieler Thailands und nahm mit der Mannschaft an der ASEAN-Fußballmeisterschaft teil. Im Gruppenspiel gegen Laos gelangen ihm dabei seine beiden ersten Tore für die Nationalelf. Zuvor stand er bereits im Kader der U-23 und gewann mit der Mannschaft die Goldmedaille bei den Südostasienspielen 2007. Auch bei den Südostasienspielen 2009 stand er im Kader und wurde eingesetzt.

## Erfolge
Nationalmannschaft
- ASEAN-Fußballmeisterschaft Finalist 2008
- Südostasienspiele Goldmedaille 2007

Chonburi FC
- Thailändischer Meister: 2007
- Thailändischer Pokalsieger: 2010
- Kor-Royal-Cup-Sieger: 2007, 2009

Khon Kaen United
- Thai League 3 – Upper Region: 2019  ▲

PTT Rayong FC
- Thailändischer Zweitligameister: 2018  ▲

Lamphun Warriors FC
- Thailändischer Zweitligameister: 2021/22  ▲